# Billy James Pettis
Billy James Pettis (7 septembre 1913 – 14 avril 1979) est un mathématicien américain connu pour ses contributions en analyse fonctionnelle.

## Biographie
Billy James Pettis a grandi à Spartanburg, en Caroline du Sud. En 1932, il a passé sa maîtrise à l'université de Caroline du Nord et en 1937, un Ph.D. à l'université de Virginie, sous la direction d'Edward James McShane. Après avoir séjourné à l'université de Virginie (1937-38), à Yale (1938-39) et à Harvard (1939-41), il entra comme volontaire dans l'Armée américaine. Puis il revint aux mathématiques, enseignant à Yale (1945-47), à Tulane (1947-57) et enfin à l'université de Caroline du Nord, où il resta jusqu'à sa mort.
L'université de Caroline du Nord avait programmé une conférence intitulée Integration, Topology, and Geometry in Linear Spaces pour le 17-19 mai 1979, qui devait coïncider avec le départ à la retraite de Pettis. Mais il mourut quelques semaines plus tôt, d'un cancer. Les actes de la conférence lui furent dédiés.